# Eois simulata
Eois simulata là một loài bướm đêm trong họ Geometridae.